# 中国人民政治协商会议黑龙江省委员会
中国人民政治协商会议黑龙江省委员会，简称黑龙江省政协或政协黑龙江省委员会，是中国人民政治协商会议在黑龙江省的地方组织机构。

## 历届领导

### 第一届
- 任期：1955年2月－1959年8月
- 主席：欧阳钦
- 副主席：张瑞麟、杜光预、王清正、刘佩芝

### 第二届
- 任期：1959年8月－1964年9月
- 主席：欧阳钦
- 副主席：杨易辰、李延禄、于林、张瑞麟、杜光预、王清正、杜国平、刘佩芝、黄方刚

### 第三届
- 任期：1964年9月－1977年12月
- 主席：欧阳钦
- 副主席：杨易辰、张瑞麟、于天放、王清正、杜国平、刘佩芝、黄方刚、薛绶宸、邵均

### 第四届
- 任期：1977年12月－1983年4月
- 主席：杨易辰 → 王一伦（1979年12月－）
- 副主席：王一伦（－1979年12月）、李延禄、杨和亭、张瑞麟、王明贵、吴诚、王金陵、刘恢先、唐连第、王肇治、郭守昌、萧一舟（1979年12月－）、王维之（1979年12月－）、孙西岐（1979年12月－）、薛兰斌（1979年12月－）、金浪白（1979年12月－）、高衡（1982年3月－）

### 第五届
- 任期：1983年4月－1988年4月)
- 主席：李剑白 → 王钊（1985年5月－）
- 副主席：包琮、王明贵、杨子荣、唐连第、王维之、郭守昌、李敏、黄德馨、傅世英、胡聿贤、洪晶、麻新泉、李和（1986年5月－）、宗克文（1987年3月－）

### 第六届
- 任期：1988年4月－1993年1月
- 主席：王钊
- 副主席：张厘、王斐、刘恢先、唐连第、郭守昌、李敏、黄德馨、傅世英、麻新泉、宗克文、黄枫（1990年5月－）、全玉祥（1991年3月－）、孟传生（1991年3月－）、陈文志（1991年3月－）

### 第七届
- 任期：1993年1月－1998年1月
- 主席：周文华
- 副主席：黄枫、戴谟安、傅世英、郭守昌、陈文志、谭方之、赵士杰、陈占元、王治田、吴鼎和

### 第八届
- 任期：1998年1月－2003年1月
- 主席：周文华
- 副主席：马国良、谭方之、曹亚范、沈根荣、王玉柱、王迺谦、欧阳吟、刘文泮

### 第九届
- 任期：2003年1月－2008年1月
- 主席：韩桂芝
- 副主席：曹广亮、曹亚范、欧阳吟、刘文泮、迟建福、张树平、王涛志、陈述涛、梁荣欣、何小平

### 第十届
- 任期：2008年1月－2013年1月
- 主席：王巨禄（－2011年1月） → 杜宇新（2011年1月－）
- 副主席：刘海生、王利民、王涛志、何小平、曾玉康、洪袁舒、赵雨森、陶夏新、孙东生、李继纯（2010年1月－）、郭晓华（2011年1月－）、李延芝（2012年1月－）

### 第十一届
- 任期：2013年1月－2018年1月
- 主席：杜宇新
- 副主席：赵克非、程幼东、何小平（－2016年1月）、洪袁舒、赵雨森、陶夏新（－2016年1月）、李继纯（－2016年1月）、郭晓华（－2016年1月）、杜吉明、宫晶堃（2015年1月－）、于莎燕（2016年1月－）、张宪军（2016年1月－）、黄建盛（2017年1月－）
- 秘书长：赵克非（兼）

### 第十二届
- 任期：2018年1月－2023年1月
- 主席：黄建盛
- 副主席：吕维峰（－2021年2月）、郝会龙、赵雨森、宫晶堃、张显友、马立群、刘睦终、庞达、迟子建（2020年1月－）、韩立华（2021年2月－）、曲敏（2021年2月－）、陈海波（2022年1月－）、李海涛（2022年1月－）、聂云凌（2022年1月－）
- 秘书长：夏立华

### 第十三届
- 任期：2023年1月－
- 主席：蓝绍敏
- 副主席：陈海波、李海涛（－2023年9月）、张显友、马立群、庞达、迟子建、韩立华、曲敏（－2023年6月）、钱福永、张亚中、邵国强（2024年1月－）
- 秘书长：张亚中（兼）（－2025年1月） → 徐利刃（2025年1月－）